# True Magic
True Magic è il terzo album discografico in studio del rapper statunitense Mos Def, pubblicato nel dicembre 2006.

## Tracce
1. True Magic
2. Undeniable
3. U R the One
4. Thug Is a Drug
5. Crime & Medicine
6. A Ha
7. Dollar Day
8. Napoleon Dynamite
9. There Is a Way
10. Sun, Moon, Stars
11. Murder of a Teenage Life
12. Fake Bonanza
13. Perfect Timing
14. Lifetime